# Spodoptera protector
Spodoptera protector là một loài bướm đêm trong họ Noctuidae.